# 斯科特·埃爾羅德
斯科特·埃爾羅德（英語：Scott Elrod，1975年2月10日—）是美國的一名演員。他出身在一個軍人家庭，出生在德國並且後來隨父母搬到菲律賓。他在畢業後曾是一名航空管制員。

## 外部連結
- 斯科特·埃爾羅德在互联网电影资料库（IMDb）上的資料（英文）
- Scott Elrod （页面存档备份，存于） Official Website